# 브니엘예술중학교
브니엘예술중학교(브니엘藝術中學校)는 대한민국 부산광역시 금정구 구서동에 있는 사립 중학교이다.

## 학교 연혁
- 1963년 12월 6일 : 브니엘학원(브니엘學園) 설립
- 1965년 12월 17일 : 브니엘중학교 설립인가(12학급) 연산동 소재
- 1995년 9월 6일 : 브니엘예술중학교 설립인가(21학급)
- 1996년 3월 5일 : 브니엘예술중학교 제1회 신입생 입학(7학급 350명)
- 1996년 3월 19일 : 브니엘학원(學園) 신축교사(校舍) 준공 이전(금정구 구서동)
- 1998년 2월 13일 : 브니엘중학교 제30회 졸업(10학급 472명)
- 1998년 2월 28일 : 브니엘중학교 폐교
- 1998년 10월 2일 : 교명변경 브니엘예술중학교
- 1999년 2월 13일 : 브니엘예술중학교 제1회 졸업(7학급 331명)
- 2007년 2월 9일 : 교명변경 브니엘국제예술중학교
- 2007년 3월 2일 : 브니엘국제예술중학교 1학년 입학(3개학급 79명)
- 2008년 6월 14일 : 브니엘국제예술중학교 신축 교사(校舍) 준공
- 2008년 6월 14일 : 정선관(제2기숙사) 준공 개관
- 2010년 2월 20일 : 인조잔디 운동장 준공 개장 (브니엘여고 공용)
- 2016년 3월 1일 : 교명변경 브니엘예술중학교
- 2024년 1월 4일 : 제26회 졸업 (졸업생누계 19,132명)

## 참고 자료
- 브니엘예술중학교 - 한국교육학술정보원 학교알리미